# King-Byng-Affäre
Die King-Byng-Affäre war eine Verfassungskrise, die sich 1926 in Kanada ereignete. Sie wurde ausgelöst, als Generalgouverneur Lord Byng of Vimy sich weigerte, dem Wunsch von Premierminister William Lyon Mackenzie King nachzukommen und das Parlament aufzulösen sowie eine Neuwahl auszurufen.
Die Krise wurde von den Regierungen Kanadas und Großbritanniens genau analysiert und führte zu einer Neudefinition der Rolle des Generalgouverneurs – nicht nur in Kanada, sondern auch in den übrigen Dominions. Sie hatte auch großen Einfluss auf die Londoner Konferenz im selben Jahr und führte zum Balfour-Bericht. Gemäß den Verfassungskonventionen des Britischen Empires vertrat der Generalgouverneur zuvor sowohl das britische Staatsoberhaupt als auch die britische Regierung. Doch die Konvention entwickelte sich unter Lord Byngs Nachfolgern zu einer Tradition der Nichteinmischung in die kanadische Politik.

## Verlauf der Krise

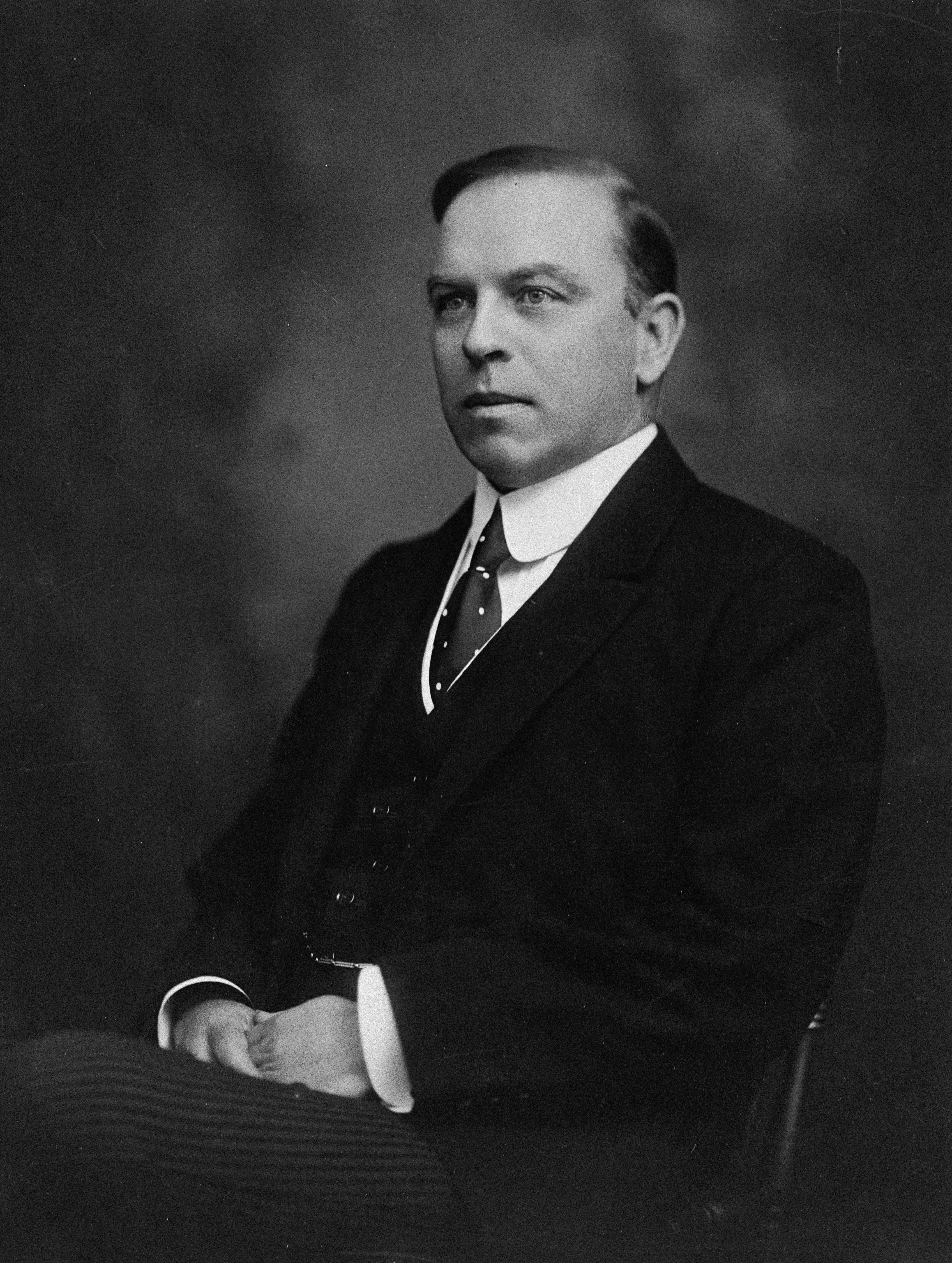
Premierminister William Lyon Mackenzie King

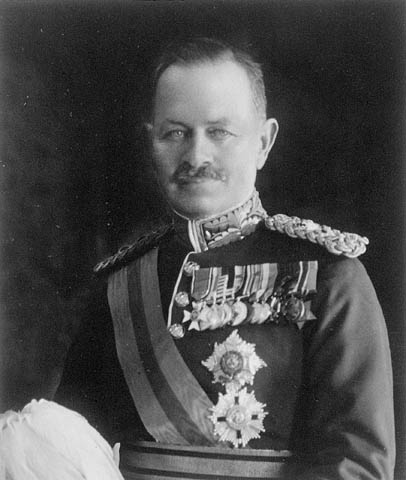
Generalgouverneur Lord Byng of Vimy

Im September 1925 bat King um die Auflösung des Unterhauses, was Lord Byng gewährte. Bei der Wahl am 29. Oktober 1925 gewann die Konservative Partei 115 Sitze und verpasste die absolute Mehrheit knapp, während Kings Liberale Partei nur auf 100 Sitze kam. King vertraute auf die Unterstützung der Progressiven Partei (die 24 Sitze hatte), um doch eine Mehrheit zu erlangen. Er trat nicht zurück und bildete eine von den Progressiven gestützte Minderheitsregierung. Streng genommen handelte es sich nicht um eine Koalitionsregierung, da die Progressiven keine Ministerposten erhielten und somit nicht dem Kabinett angehörten.
Ein paar Monate später wurde aufgedeckt, dass ein von King ernannter Beamter im Zollministerium Bestechungsgelder angenommen hatte. Die Konservativen behaupteten, die Korruption reiche bis zur höchsten Regierungsebene, inklusive des Premierministers. King entließ Zollminister Jacques Bureau, schlug jedoch dem Generalgouverneur umgehend vor, Bureau zum Senator zu ernennen. Dieses Vorgehen führte zu noch mehr Bestürzung bei den Progressiven, die bereits begonnen hatten, der liberalen Regierung ihre Unterstützung zu entziehen.
Die Regierung hatte schon zwei Abstimmungen über Verfahrensfragen verloren und musste befürchten, wegen der Korruptionsaffäre eine dritte zu verlieren. King wandte sich an Byng und ersuchte um Auflösung des Parlaments, doch der Generalgouverneur weigerte sich, dies zu tun. Er argumentierte, die Konservativen sollten als wählerstärkste Partei die Möglichkeit erhalten, vor einer möglichen Neuwahl eine Regierung zu bilden. Byng war sich bewusst, dass die Auflösung des Parlaments während der Debatte über ein Misstrauensvotum als Einmischung der Krone in die Redefreiheit des Unterhauses betrachtet werden könnte. King verlangte, Byng solle vorher die britische Regierung um Rat fragen. Byng verweigerte auch dies und meinte, die Angelegenheit sollte allein in Kanada bereinigt werden.
King war überzeugt, dass er nicht mehr über die Unterstützung verfügte, um im Amt zu bleiben, und trat am 28. Juni 1926 zurück. Daraufhin beauftragte Byng den konservativen Parteivorsitzenden Arthur Meighen mit der Regierungsbildung. Meighen nahm an, setzte seine Minister aber nur „kommissarisch“ ein; sie wurden nicht vereidigt, da die Regierung noch eine Vertrauensabstimmung im Unterhaus vor sich hatte und gemäß damaligem Recht neue Minister sich automatisch einer Wiederwahl stellen mussten. Die Liberalen waren verärgert und überzeugten die meisten Progressiven davon, die Regierung zu stürzen. Am 2. Juli verlor sie die Abstimmung mit einer Stimme Unterschied, und nun war es Meighen, der die Auflösung des Parlaments beantragte. Byng stimmte zu und rief eine vorgezogene Neuwahl aus.
In einem Brief an König Georg V. gab Byng sein Erstaunen zum Ausdruck, dass King, ein überzeugter Anhänger einer größeren Autonomie Kanadas, ihn gebeten habe, in dieser Angelegenheit den Rat des Kolonialministeriums in London einzuholen. Byng weigerte sich, dies zu tun, da er die Beilegung der Krise als Aufgabe des Generalgouverneurs ansah. Byng schrieb: „Ich werde das Urteil der Geschichte abwarten müssen, um nachweisen zu können, ob ich einen falschen Weg eingeschlagen habe. Ich tue dies in der Überzeugung, dass – ob richtig oder falsch – ich im Interesse Kanadas gehandelt habe und niemanden sonst in meine Entscheidung verwickelt habe.“

## Folgen
Die „King-Byng-Affäre“ entwickelte sich zum Hauptthema des Wahlkampfs. King gelang es, daraus rhetorisch eine Kampagne für die Unabhängigkeit Kanadas von Großbritannien zu machen, obwohl er selbst die Einmischung Großbritanniens gefordert und Byng dies verweigert hatte. Die Wahl am 14. September 1926 endete mit einem Sieg der Liberalen (welche die Mehrheit aber verfehlten) und King wurde erneut als Premierminister vereidigt. Wieder an der Macht, strebte Kings Regierung eine Neudefinition der Rolle des Generalgouverneurs an; er sollte nicht mehr Repräsentant der britischen Regierung sein, sondern ausschließlich das Staatsoberhaupt vertreten. Diese Änderung stieß an der Imperialen Konferenz bei den übrigen Dominions und der britischen Regierung auf Zustimmung.
Der Balfour-Bericht, das Schlussdokument der Konferenz, hielt fest, dass der Generalgouverneur in jedem Dominion von nun an nicht mehr der Vertreter der britischen Regierung sei. Diese Rolle übernahmen die Hochkommissare, deren Aufgaben bald jenen von Botschaftern entsprachen. Fünf Jahre später verlieh das Statut von Westminster den Dominions die gesetzgeberische Freiheit und bestimmte, dass die kanadische Monarchie der britischen rechtlich gleichgestellt ist. Byng kehrte am 30. September 1926 nach Großbritannien zurück. Trotz der politischen Krise genoss er weiterhin ein hohes Ansehen.
Die King-Byng-Affäre galt als kontroverseste Einmischung eines Generalgouverneurs in die Innenpolitik eines Commonwealth-Staates, bis 1975 John Robert Kerr den australischen Premierminister Gough Whitlam seines Amtes enthob.